# Hippolyte Foucque
Hippolyte Foucque est un critique littéraire français né à Sainte-Marie, sur l'île de La Réunion, le 15 mars 1887 et mort le 1er août 1970 à Saint-Denis. Spécialiste de la poésie réunionnaise, il a écrit plusieurs textes et ouvrages sur Leconte de Lisle, Auguste Lacaussade et autres poètes locaux.